# نج ين ين
نج ين ين (بالملايوية: Ng Yen Yen)‏ هي طبيبة ماليزية، ولدت في 6 أبريل 1946 في كوتا بهارو في ماليزيا.